# زویفکا (باشقیرستان)
زویفکا (انگلیسی: Zuyevka, Republic of Bashkortostan) یک شهرک در شهرستان کاراایدلسکی استان باشقیرستان کشور روسیه است.